# Mikkel Øris Nielsen
Mikkel Øris Nielsen (født 24. september 1984 i Aarhus) er en dansk tidligere håndboldspiller, der spillede for Århus Håndbold i Håndboldligaen. I 2011 tog han i en alder af 26 en pause på håndbolden fra håndbolden fra sæsonstarten indtil januar 2012. I 2013 indstillede han karrieren for anden gang, da han ikke længere havde motivationen til at være elitesportsudøver.
Han er bror til håndboldspillerne Mads Øris Nielsen og Nikolaj Øris Nielsen.